# Falling To Space
Falling To Space is een 7" single van Brant Bjork. 
Het nummer Falling To Space is opgenomen en gemixt door Harper Hug en Trever Whatever in Jalamanta studios in 2012. De B-side van de single is opgenomen in december 2009 door Tony Mason in Hacienda studios.

## Nummers
A: Falling To Space
B: Frequencies